# Franziskanerkloster Kilkenny

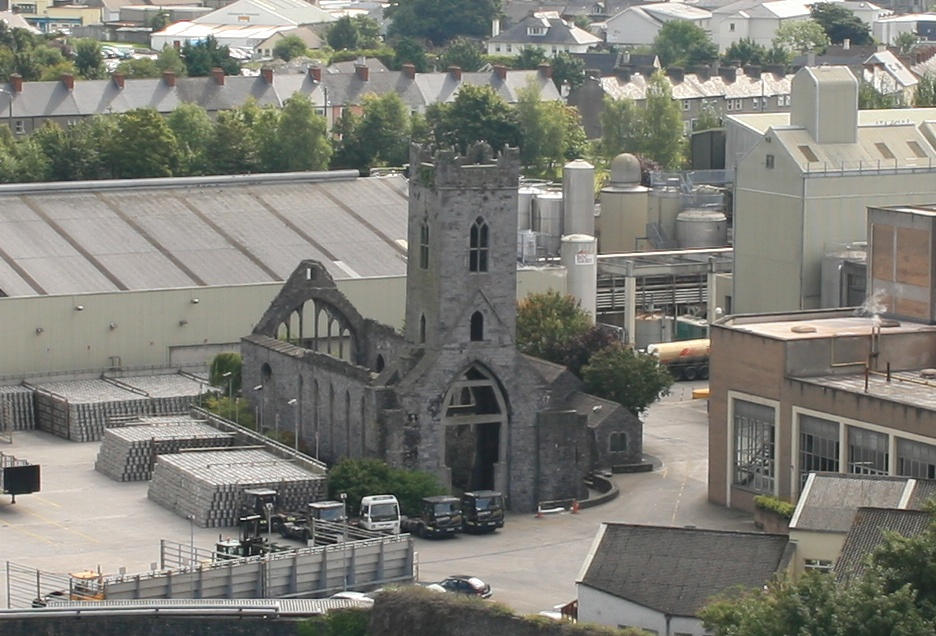
Das Franziskanerkloster inmitten des Betriebsgeländes der Smithwick-Brauerei aus der Sicht des Rundturms bei der Sankt-Cainnech-Kathedrale.

Das dem Franz von Assisi geweihte Franziskanerkloster Kilkenny (englisch St. Francis Friary, irisch Mainistir Phroinsias) wurde 1232 oder 1233 wahrscheinlich von Richard Marshal, Earl von Pembroke, in der Diözese Ossory als Haus der Franziskaner gegründet. Im Zuge der Reformation wurde das Kloster aufgehoben, und 1550 mussten die Mönche es verlassen, wenngleich für kurze Zeitperioden später die Rückkehr wieder gelang. Seit 1710 befindet sich auf dem Gelände die Smithwick-Brauerei (St. Francis Abbey Brewery), die die Brauereitradition der Franziskaner bis heute fortsetzt.

## Geographische Lage
Anders als das Dominikanerkloster, das augustinische Priorat St. John’s oder die Sankt-Cainnech-Kathedrale lag das Franziskanerkloster innerhalb der Stadtmauern. Den Franziskanern gehörte der Grund an der Nordostecke des durch die Mauern umgrenzten Stadtgebiets, hinter denen die Nore, von Norden nach Süden fließend, und ihr kleiner Nebenfluss, die Bregagh, die natürlichen Grenzen bildeten. Zum Nachteil gereichte jedoch die vergleichsweise niedrige Lage auf weichem Schwemmland der Nore, das insbesondere in den Wintern der Gefahr einer Überflutung ausgesetzt war.

## Geschichte
Der genaue Zeitpunkt, zu dem die Franziskaner nach Irland kamen, ist nicht bekannt. Es wird davon ausgegangen, dass dies in der Zeit zwischen 1224 und 1226 gewesen sein könnte, aber es gibt keinen Beleg dafür, dass es noch vor dem Tod von Franz von Assisi geschah. Ihre ersten Niederlassungen waren wohl in Youghal und Cork, zwei südlichen Hafenstädten in Irland. Die Gründung des Klosters in Kilkenny erfolgte kurz danach 1232 oder 1233, womit es eine der frühesten Niederlassungen der Franziskaner in Irland war. In der Diözese Ossory wurden im Mittelalter keine weiteren Franziskanerkloster gegründet. Der vermutete Gründer Richard Marshall wurde nicht in diesem Kloster bestattet, sondern in dem von der gleichen Familie gegründeten Dominikanerkloster in Kilkenny, dessen Patron er ebenfalls wurde, nachdem sein Bruder William 1231 verstarb.

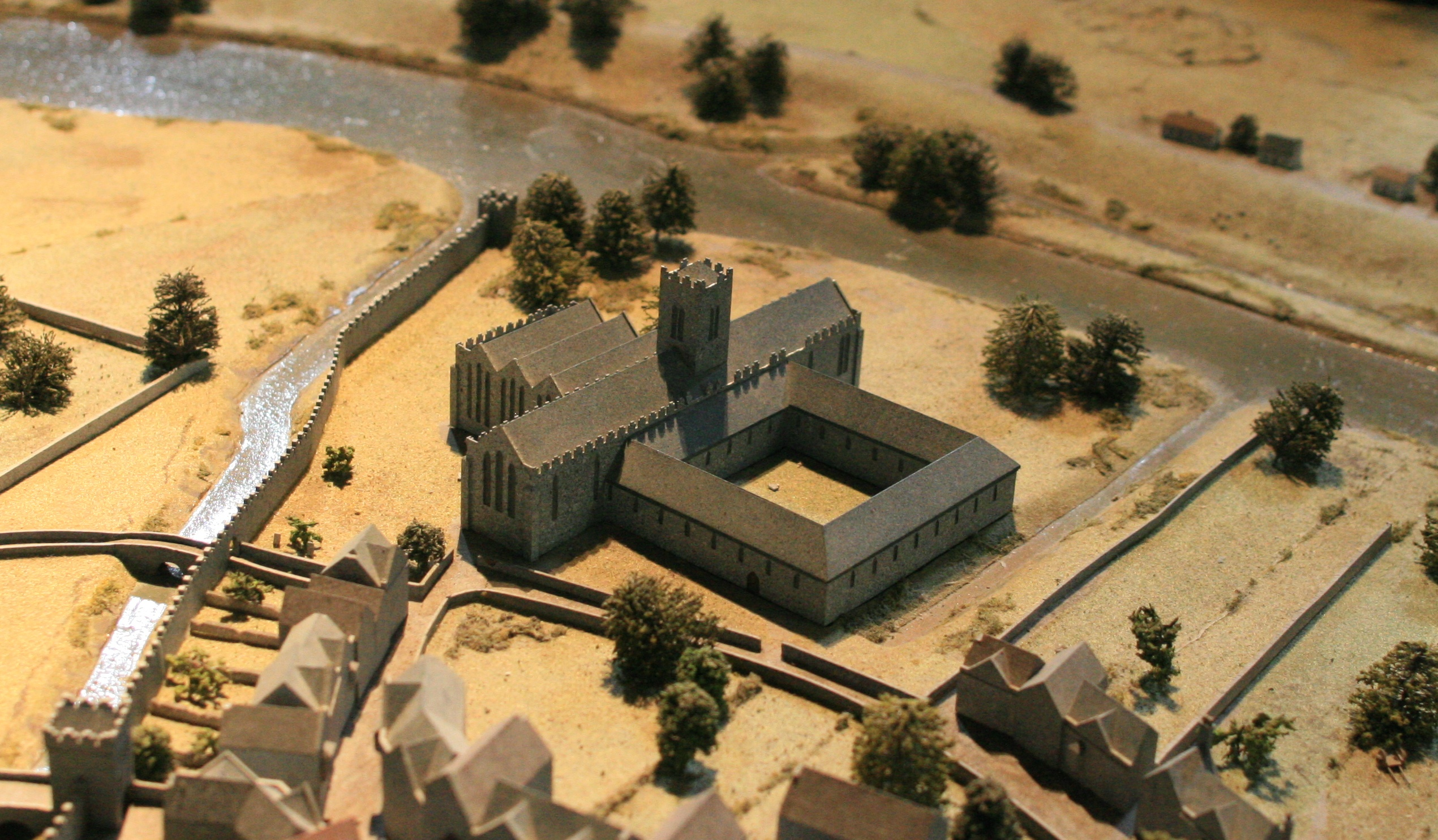
Ein Modell des Klosters in der mittelalterlichen Stadt Kilkenny. Das Bild entspricht einem Blick aus südwestlicher Richtung mit der Nore im Hintergrund.

Das Kloster erhielt für die Bestreitung der Baukosten 1245 einen königlichen Zuschuss. Eine weitere Zuwendung im Jahr 1246 ermöglichte weitere Bauten und die Tilgung aufgelaufener Schulden. Bereits 1267 konnte in dem Kloster ein Provinzialkapitel der Franziskaner in Irland abgehalten werden. Der Chor wurde 1321 erweitert, der Hochaltar wurde 1323 eingeweiht. 1347 erhielt das Kloster die Genehmigung, einen Turm zu errichten und Reparaturarbeiten durchzuführen.
Das Kloster wurde 1540 im Rahmen der Reformation aufgehoben. Zu diesem Zeitpunkt gehörten zu den Besitztümern des Klosters die Kirche, der Kirchturm, zwei Zimmer, ein Getreidespeicher mit drei Kellern, eine Scheune, eine Küche, ein Friedhof, ein Obstgarten, zwei Acre umschlossenes Land, ein Wehr an der Nore, eine Wassermühle, eine Kapelle, 18 Wohnhäuser mit zugehörigem Land und über 100 Acre Landfläche außerhalb der Stadtmauern. Der Wert der Besitztümer wurde auf insgesamt 9 Pfund und 7 Schillinge geschätzt. Ähnlich wie das Dominikanerkloster fiel dieses Kloster 1543 an die Stadt. Die Mönche mussten das Haus 1550 verlassen. Unter der Herrschaft Maria I. konnten die Brüder 1553 wieder zurückkehren, mussten das Kloster aber unter Elisabeth I. 1559 wieder verlassen. Danach blieb das Kloster bis 1612 ungenutzt, wonach wieder eine erneute Rückkehr folgte. Zuvor hatte die Gemeinschaft 1609 sich den Observanten angeschlossen. Keine Rückkehrmöglichkeit gab es nach der Niederlage der irischen Konföderation gegen Oliver Cromwell.